# 익산 왕궁리 유적
익산 왕궁리 유적(益山 王宮里 遺蹟)은 대한민국 전북특별자치도 익산시 왕궁면에 있는 백제의 유적이다. 1974년 9월 27일 전북특별자치도의 기념물 제1호 모질메산성으로 지정되었다가, 1998년 9월 17일 대한민국의 사적 제408호로 승격, 지정되었으며, 2015년 7월 4일 유네스코 세계유산 백제역사유적지구로 지정되었다.

## 개요
왕궁리성이라고도 부르며 마한의 도읍지설, 백제 무왕의 천도설이나 별도설, 안승의 보덕국설, 후백제 견훤의 도읍설이 전해지는 유적이다.
발굴조사한 결과, 이 유적은 적어도 세 시기(백제 후기∼통일신라 후기)를 지나면서 만들어진 것으로 생각하고 있다. 석탑 동쪽으로 30m 지점에서 통일신라시대 것으로 보이는 기와 가마 2기를 발견했다. 특히 탑을 에워싼 주변의 구릉지를 중심으로 직사각형 모양의 평지성으로 생각되는 성곽 유물을 찾았다.
성곽의 모습은 현재 발굴을 통해 점점 드러나고 있다. 또한 성곽 안팎으로 폭이 약 1m정도로 평평한 돌을 깔아 만든 시설이 발견되어 성곽 연구에 좋은 자료가 되고 있다.
이 지역 안에 있는 왕궁리 오층석탑(국보 제289호)과 절터의 배치를 알 수 있게 하는 유물, 바깥쪽을 둘러싸고 있는 직사각형의 성이 발견되어, 백제 후기의 익산 천도설이나 별도설을 뒷받침하는 중요한 유적으로 떠오르고 있다. 2015년 7월 4일 독일 본에서 열린 제39차 유네스코 세계유산위원회(WHC)에서 백제역사유적지구(공주지역에 2곳(공산성, 송산리 고분군), 부여 4곳(관북리 유적 및 부소산성, 능산리 고분군, 정림사지, 부여 나성), 익산 2곳(익산 왕궁리 유적, 익산 미륵사지))등 3개 지역 8곳이 세계 유산 등재 심사를 최종 통과하여 세계 유산으로 등재되었다.

## 갤러리

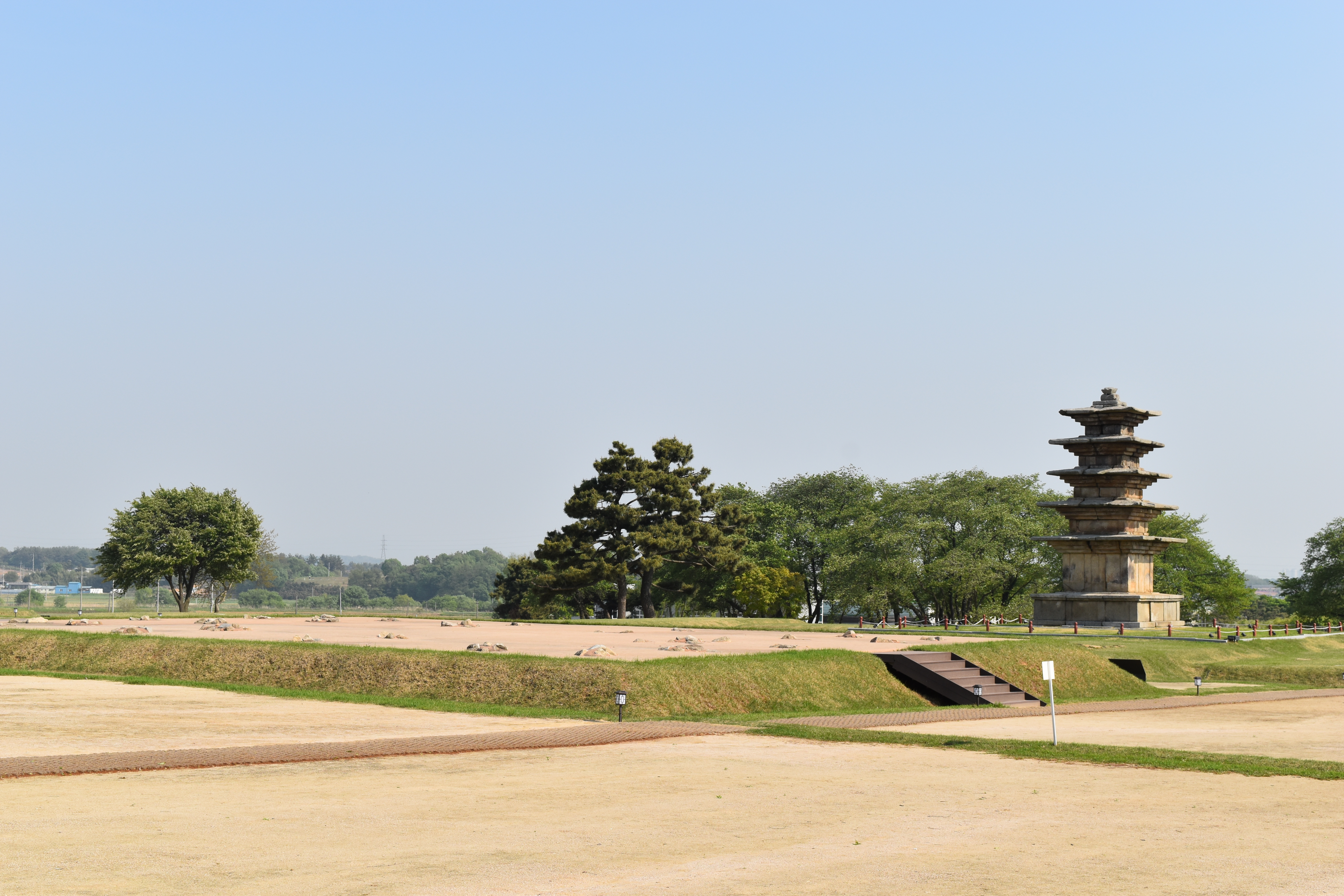
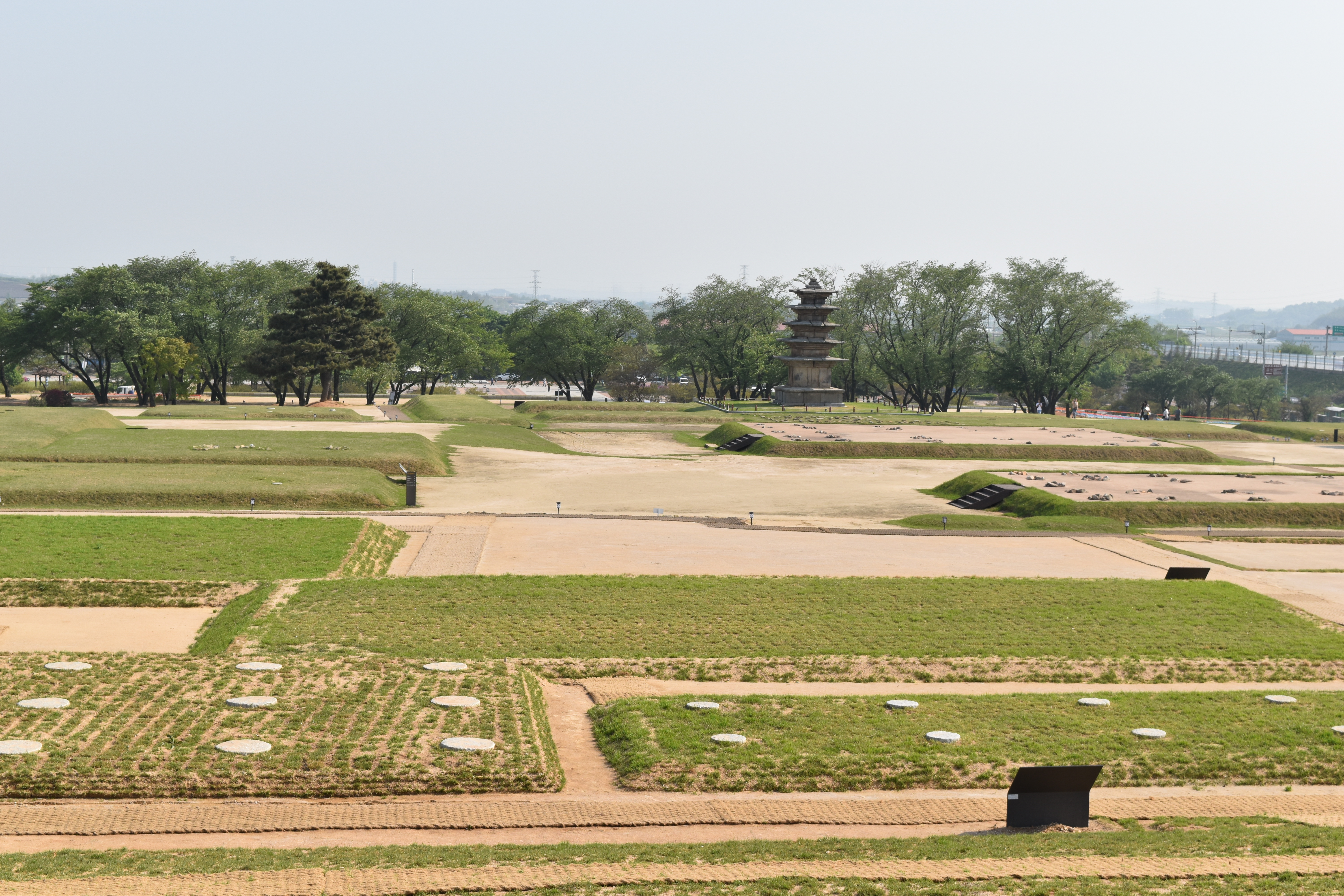
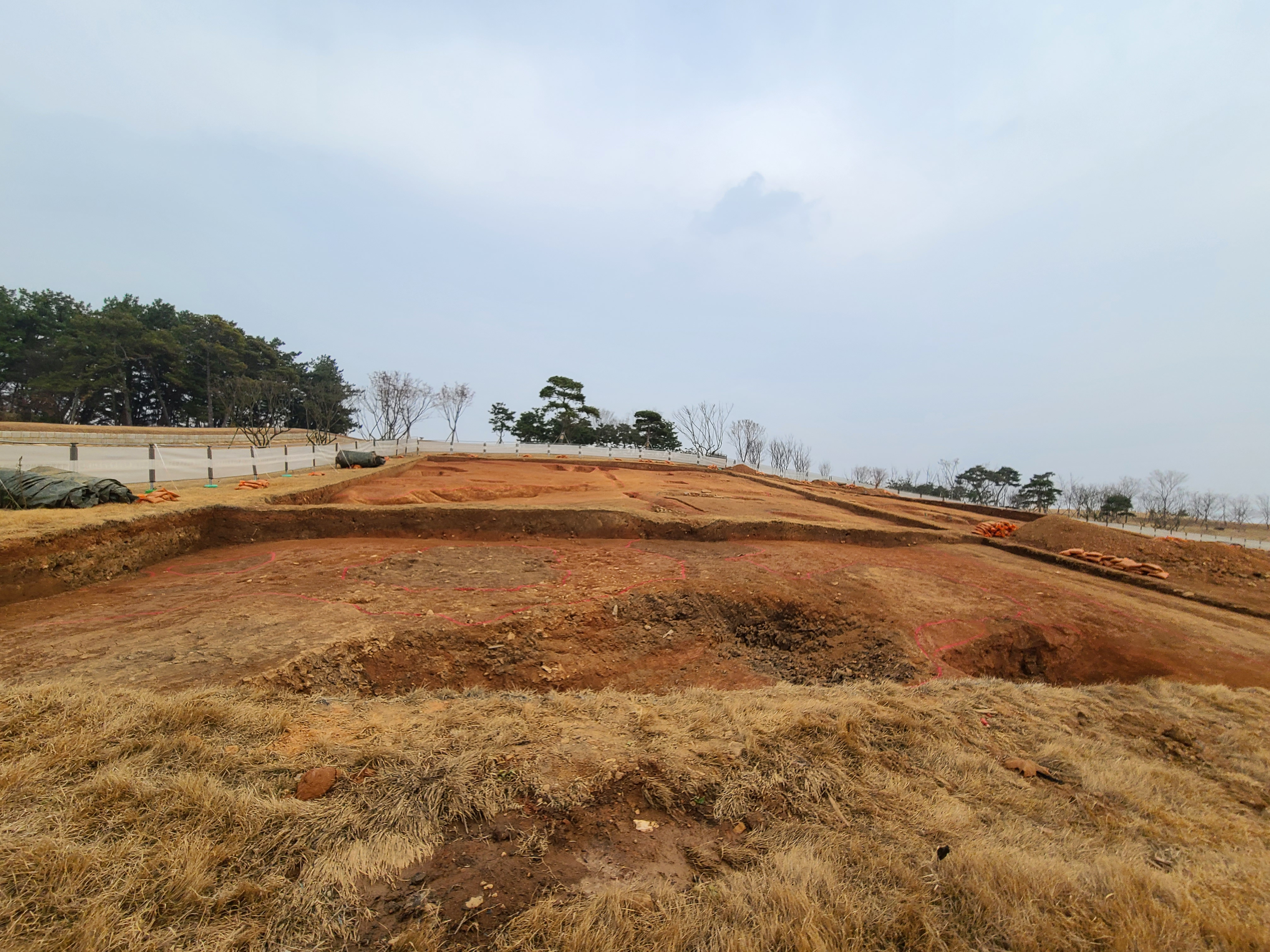

## 같이 보기
- 익산 왕궁리 오층석탑 (국보 제289호)
- 왕궁리유적전시관

## 참고 문헌
- 익산 왕궁리 유적 - 국가유산청 국가유산포털